# Camponotus belligerus
Camponotus belligerus är en myrart som beskrevs av Santschi 1920. Camponotus belligerus ingår i släktet hästmyror, och familjen myror. Inga underarter finns listade.